# Samuel Silvera
Samuel Silvera (Londres, 25 de octubre de 2000) es un futbolista británico, nacionalizado australiano, que juega en la demarcación de centrocampista para el Middlesbrough F. C. de la EFL Championship.

## Selección nacional
Hizo su debut con la selección de fútbol de Australia el 9 de septiembre de 2023 en un partido amistoso contra México que finalizó con un resultado de empate a dos tra los goles de Raúl Jiménez y César Huerta para México, y de Harry Souttar y Martin Boyle para Australia.

## Clubes
| Club                              | País       | Año       | Partidos | Goles |
| --------------------------------- | ---------- | --------- | -------- | ----- |
| Western Sydney Wanderers FC Youth | Australia  | 2017-2019 | 30       | 4     |
| Central Coast Mariners F. C.      | Australia  | 2019-2020 | 25       | 2     |
| F. C. Paços de Ferreira           | Portugal   | 2020      | 0        | 0     |
| Casa Pia A. C. (cedido)           | Portugal   | 2020-2021 | 4        | 0     |
| A. D. Sanjoanense (cedido)        | Portugal   | 2021      | 11       | 1     |
| Newcastle Jets F. C. (cedido)     | Australia  | 2021-2022 | 21       | 1     |
| Central Coast Mariners F. C.      | Australia  | 2022-2023 | 29       | 8     |
| Middlesbrough F. C.               | Inglaterra | 2023-2024 | 42       | 6     |
| Portsmouth F. C. (cedido)         | Inglaterra | 2024-2025 | 12       | 0     |
| Blackpool F. C. (cedido)          | Inglaterra | 2025      | 15       | 1     |
| Middlesbrough F. C.               | Inglaterra | 2025-     |          |       |